# Tuzsai járás

A Tuzsai járás a Kirovi területen

A Tuzsai járás (oroszul Тужинский район) Oroszország egyik járása a Kirovi területen. Székhelye Tuzsa.

## Népesség
- 1989-ben 12 334 lakosa volt.
- 2002-ben 10 396 lakosa volt, melynek 9%-a mari.
- 2010-ben 7 688 lakosa volt, melyből 6 791 orosz, 721 mari.